# Rhacaplacarus persimilis
Rhacaplacarus persimilis är en kvalsterart som först beskrevs av Wojciech Niedbała 1994.  Rhacaplacarus persimilis ingår i släktet Rhacaplacarus och familjen Phthiracaridae. Inga underarter finns listade i Catalogue of Life.